# Залив Чесапик
Залив Чесапик је естуар који се од Атлантског океана простире у унутрашњост америчког копна и највећи је естуар у САД. Окружен је савезним државама Мериленд и Вирџинија. Више од 150 река и потока тече кроз слив естуара површине 166.534 km² који обухавата шест савезних држава (Њујорк, Пенсилванију, Делавер, Мериленд, Вирџинију и Западну Вирџинију) и округ Колумбија. Са запада су то: Џејмс, Јорк, Рапаханок, Потомак и Патаксент, а са истока: Покомок, Вајкомико, Нантикок, Чоптанк и Честер. Залив је густо насељен, а највећи град и највећа лука је Балтимор.
Залив Чесапик је настао је као естуар реке Сасквехана и њених притока. Увучен је у копно око 311 km од ушћа реке Сасквехана на северу па све до свог излаза на Атлантски океан. Најмања ширина износи 4,5 km (између Плам Појнта код Њутауна у округу Кент и обале округа Харфорд код Ромни Крика), а највећа ширина износи 50 јужније од ушћа реке Потомак. Укупна дужина обале износи 18.804 km (рачунајући и притоке), и заузима површину од 11.601 km². Просечна дубина је 14 m, а максимална 63 m.
Једно од првих насеља европских досељеника на тлу Северне Америке - Џејмстаун, основано је у заливу Чесапик. Годину дана касније енглески колониста Џон Смит је израдио прву прецизну карту залива и његових река, што је будућим насељеницима помогло у тражењу погодних мјеста за насељевање. За време Рата из 1812, Британци су управо из залива Чесапик извршили инвазију на Сједињене Америчке Државе.
Залив је премошћен на два места: у Мерилинеду преко моста Чесапик беј од Сенди Појнта (близу Анаполиса) до острва Кент, и у Вирџинији преко моста-тунела Чесапик беј који повезује град Вирџинија Бич са Кејп Чарлсом.